# Tristão Vaz Teixeira
Tristão Vaz Teixeira (asi 1395 – 1480, Silves, Portugalsko) byl portugalský mořeplavec a objevitel. Jeho skutečné jméno (používané v oficiálních dokumentech) je Tristão Vaz, jméno Teixeira přidával později (podle manželky, která se jmenovala Branca Teixeira).
V letech 1418, 1419 spolu s João Zarcem a Bartolomeu Perestrelem objevil ostrovy Porto Santo a Madeiru. Princ Jindřicha Mořeplavce mu dopisem z 11. května 1440 dal do dědičného léna severní polovinu ostrova Madeira, což byla kapitánie se sídlem v Machicu. S princem se účastnil obléhání Tangeru. Se svými karavelami organizoval několik expedic k průzkumu afrického pobřeží. Zemřel v portugalském městě Silves.